# Мішин Михайло Анатолійович
Михаїл Анатолійович Мішин (справжнє прізвище Литвин; нар.. 2 квітня 1947 року, Ташкент, Узбецька РСР, СРСР) — радянський і російський письменник, перекладач, сценарист і актор. Один із провідних сатириків Росії. Лауреат літературних нагород у галузі сатири та гумору, у тому числі легендарної премії «Золоте теля» (двічі) та «Золотий Остап». Удостоєний персонального тома в «Антології Сатири та Гумору Росії XX століття».

## Біографія

### Ранні роки
Михайло Мішин народився 2 квітня 1947 року в Ташкенті . Батько — Анатолій Алкунович Литвин (1919—1989), журналіст, автор книги «Ми йдемо до театру» (Ленвидав, 1978. 478 с); мати — Маргарита Михайлівна Литвина (1919—2000), музикант. У семирічному віці разом із батьками переїхав до Ленінграда.
У 1965 році вступив до Ленінградського електротехнічного інституту за спеціальністю «Електрообладнання суден». Після закінчення інституту працював у ЦНДІ суднової електротехніки та технології.

### Літературна діяльність
Почав писати у студентські роки. З середини сімдесятих цілком присвятив себе літературній роботі. Публікувався у численних газетах та журналах. Виступав на радіо та телебаченні. Його оповідання та монологи включали до свого репертуару провідні актори естради: Геннадій Хазанов, Клара Новікова, Юхим Шифрін та інші.
1976 року вийшла перша книга «Йшов вулицею тролейбус».
Почав виступати із творчими вечорами, виконуючи власні твори.
Зустріч у 1977 році з Аркадієм Райкіним започаткувала багаторічну співпрацю з Ленінградським театром мініатюр (згодом " Сатирикон "). У 1983 році відбулася прем'єра сатиричного огляду Ммихайла Мішина «Обличчя» з Костянтином Райкіним у головній ролі (режисер В. Фокін). Одночасно Московський театр мініатюр випустив спектакль з оповідання Мішина «І кілька слів про погоду» (режисер Е. Ар'є).
Михайло Мішин — сценарист музичних фільмів «Сільва» (1981 р.) та «Вільний вітер» (1983 р.).) (Режисер Ян Фрід), а також чотирьох кінокомедій за власними оповіданнями.
Вів колонку «Щиро ваш» у газеті «Московські новини» (1991—1999).
Автор російської версії лібрето мюзиклу «We will rock you».
Працював головним літературним редактором на каналі РТР, автор російського тексту телесеріалу «Друзі» (1 та 2 сезони).
Переклав повість Габрієля Маркеса «Хроніка однієї смерті, оголошеної заздалегідь».
Працює над перекладами англомовної драматургії.

### Особисте життя
З 1986 року проживає у Москві.
Перша дружина (1970—1985) — Ірина Анатоліївна Кардашинська-Брауд, філолог. Син Олександр (нар.. 1972).
Друга дружина (1986—2008) — Тетяна Догілева, актриса. Дочка Катерина (нар.. 1994).

## Роботи

### Книжки
- «Йшов вулицею тролейбус», 1976 р. — «Ленвидав»,
- «Пауза в мажорі», 1981 р. — «Ленвидав»,
- «Поверх поверхні», 1988 — «Московський робітник»,
- «Колишнє майбутнє», 1990 р. — «Ленвидав»,
- «Змішані почуття», 1990 р. — «Мистецтво», м. Москва,
- «Одобрям», 1990 р. — «Культура», р. Москва,
- «Одобрям», 1992 р. — Видавництво журналу «Дон», м. Ростов,
- «Відчуйте різницю», 1995 р. — «Новий Гелікон», м. Санкт-Петербург,
- «224 обрані сторінки — Золота серія гумору», 1999 р. — «Вагріус»,
- 27-й том в Антології «Сатира та Гумор Росії XX століття», 2003 — «ЕКСМО».

### Переклади та адаптації
з іспанської :
- Г. Маркес «Хроніка однієї смерті, оголошеної заздалегідь» (повість), 2012 р. — «Астрель»

з англійської
- Л. Герше «Ці вільні метелики»,
- Н. Кауард «Неймовірний сеанс», «Інтимна комедія», «Палі ангели», «Квітка сміється», «Сінна лихоманка»,
- М. Крістофер «Дама та кларнет»,
- І. Огілві «Мій дім — твій дім»,
- К. Людвіг «Це прекрасне життя»,
- Р. Куні «№ 13», «Занадто одружений таксист», «Тато в павутині», «Смішні гроші», «Чисто сімейна справа»,
- Р. Куні, М. Куні «Братишки»,
- Р. Куні, Дж. Чепмен "Ми не одні, люба! "
- До. Дюранг «Ваня, і Соні, і Маші, і Цвях»,
- Телесеріал «Друзі» (США) 1-й та 2-ий сезон, 2000 р.,
- Б. Елтон «We will rock you» — лібрето мюзиклу на музику «Queen», 2004 р.,
- «Чотири комедії, які переклав Михайло Мішин» — 2019, вид. гурт «НАВОНА» Москва
- Та інші.

### Театр
- «Його величність театр» (сцени та монологи), Ленінградський театр мініатюр під керівництвом А. Райкіна, 1977 р.,
- «Острів капітана Блада», (у співавторстві з В. Вербіним), п'єса, 1978 р.,
- «Обличчя», сатиричне огляд, Ленінградський театр мініатюр під керівництвом А. Райкіна, 1983,
- «І кілька слів про погоду», композиція з розповідей М. Мішина, Московський театр мініатюр, 1983
- «Жаби у шампанському» (у співавторстві з А. Червінським), п'єса, 2014

### Кіносценарії
- «Сільва» — «Ленфільм», 1981 р.,
- «Вільний вітер» — «Ленфільм», 1983 р.,
- «Разом з Дунаєвським» — «Лентелефільм», 1984,
- " Винятки без правил " — збірка комедій (сценарії за власними розповідями), «Ленфільм», 1986:
  - «Екскурсант» (реж. У Бутурлін),
  - «Скріпки» (реж. З. Баранов, В. Наумов),
  - «Голос» (реж. В. Бортко),
  - «Золотий гудзик» (реж. А. Рогожкін)

### Акторські роботи
- 1993 — Грішниця в масці (Україна, Німеччина, США) — доктор Лессінг
- 1995 — Московські канікули — алкоголік
- 1997 — Діти понеділка — епізод
- 2001 — Тільки раз… — епізод
- 2004 — Про кохання за будь-якої погоди — бомж
- 2006 — Ви не залишите мене — «актив району»
- 2009 — Людина з бульвару Капуцинок — будівельник-філософ

## Визнання
- Член Спілки письменників СРСР, 1979—1991 рр.
- Член Спілки письменників Москви .
- Лауреат премії «Золоте теля» «Літературної Газети» («Клубу 12 стільців») (1975 та 1981 р.).).
- Лауреат премії «Золотий Остап», 1997 р.
- Лауреат літературної премії Одеського фестивалю «Майстер Гамбс», 2004 р.